# Duncan Cole
Duncan Edward Cole (1958. július 12. – Auckland, 2014. május 21.) új-zélandi válogatott labdarúgó. 

## Pályafutása

### Klubcsapatban
Angliában született, de a későbbiekben Új-Zélandra költözött. 1975 és 1979 között a North Shore United játékosa volt, melynek tagjaként 1977-ben megnyerte az új-zélandi bajnokságot. 1980-ban az ausztrál Canberra City-hez szerződött, ahol egy évet töltött. 1982-ben visszatért a North Shore United együtteséhez, majd 1983-ban újabb egy évig a Canberra Cityben játszott. 1984-től 1988-ig a North Shore United csapatát erősítette.  

### A válogatottban
1978 és 1988 között 58 alkalommal szerepelt az új-zélandi válogatottban és 4 gólt szerzett. 1978. október 1-jén mutatkozott be egy Szingapúr elleni 2–0-ás győzelem alkalmával. Részt vett az 1982-es világbajnokság, ahol Skócia és Brazília ellen csereként, a Szovjetunió elleni csoportmérkőzésen pedig kezdőként lépett pályára.
2014. május 21-én, 55 évesen hirtelen hunyt el aucklandi otthonában.